# Радковиці-Кольонія
Радковиці-Кольонія (пол. Radkowice-Kolonia) — село в Польщі, у гміні Павлув Стараховицького повіту Свентокшиського воєводства.
Населення — 307 осіб (2011).
У 1975-1998 роках село належало до Келецького воєводства.

## Демографія
Демографічна структура на день 31 березня 2011 року:
|          | Загалом | Допрацездатний вік | Працездатний вік | Постпрацездатний вік |
| -------- | ------- | ------------------ | ---------------- | -------------------- |
| Чоловіки | 143     | 40                 | 93               | 10                   |
| Жінки    | 164     | 42                 | 87               | 35                   |
| Разом    | 307     | 82                 | 180              | 45                   |